# Schröter (cráter)

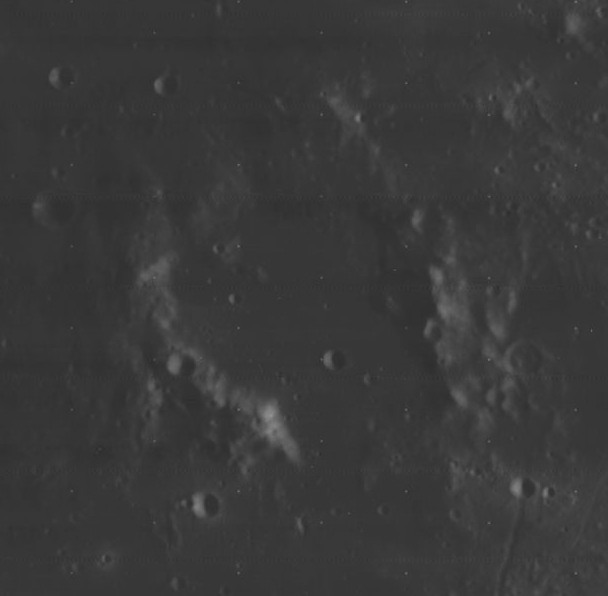
Imagen de la misión Lunar Orbiter 4

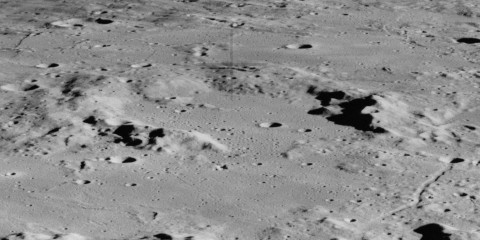
Fotografía de la misión Apolo 16

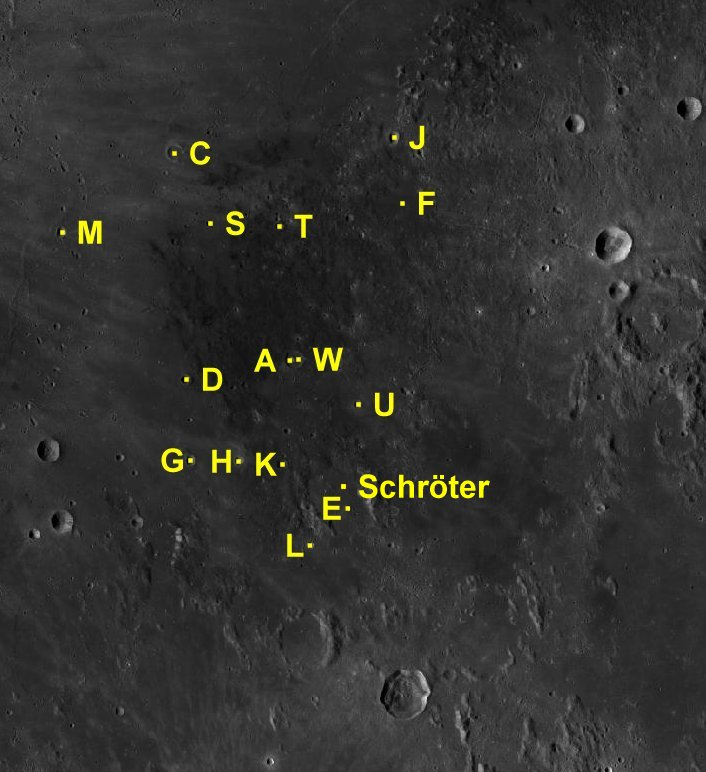
Cráteres satélite

Schröter es un cráter de impacto con forma de herradura situado cerca de la parte media de la Luna, en el Mare Insularum oriental. Se encuentra al norte de los cráteres Sömmering y Mösting. Al sureste del borde del cráter aparece una grieta denominada Rima Schröter. Esta hendidura comienza en un pequeño cráter situado sobre el mar lunar, siguiendo una línea hacia el sur-sureste.
|  |

El borde de Schröter está muy desgastado y erosionado, con una amplia brecha en la pared sur y una profunda hendidura hacia el sureste. No presenta un pico central en el punto medio del cráter. Una fila espaciada de pequeños cráteres forma una línea hacia el oeste desde el borde norte de Schröter.
El profesor W. H. Pickering produjo dibujos de este cráter mostrando las erupciones de vapor que creyó ver. Este fenómeno lunar transitorio no fue confirmado por otros observadores.
Al norte de Schröter, a partir del cráter satélite Schröter W, se encuentra una región de terreno irregular. Esta área incluye una serie de marcas lineales de superficie oscura que parecen cruzarse. En el siglo XIX, Franz von Paula Gruithuisen se hizo conocido por afirmar que esta zona contenía una ciudad lunar (a la que llamó Wallwerk), basándose en sus observaciones usando un pequeño telescopio refractor. Esta afirmación fue recibida con considerable escepticismo por los astrónomos de la época, y de hecho, las observaciones posteriores con instrumentos más poderosos demostraron que la presunta ciudad era meramente una configuración natural del terreno.
A unos 100 km al noroeste de Schröter se encuentra el punto de impacto del Surveyor 2.
Lleva el nombre del astrónomo alemán Johann Hieronymus Schröter.

## Cráteres satélite
Por convención estos elementos son identificados en los mapas lunares poniendo la letra en el lado del punto medio del cráter que está más cercano a Schröter.
|          | \| Schröter \| Coordenadas \| Diámetro \| \| -------- \| --------------------------- \| -------- \| \| A \| 4°48′N 7°48′O / 4.8, -7.8 \| 4 km \| \| C \| 8°18′N 9°48′O / 8.3, -9.8 \| 8 km \| \| D \| 4°30′N 9°30′O / 4.5, -9.5 \| 5 km \| \| E \| 2°24′N 6°48′O / 2.4, -6.8 \| 3 km \| \| F \| 7°24′N 5°54′O / 7.4, -5.9 \| 34 km \| \| G \| 3°12′N 9°24′O / 3.2, -9.4 \| 5 km \| \| H \| 3°12′N 8°36′O / 3.2, -8.6 \| 4 km \| \| J \| 8°30′N 6°06′O / 8.5, -6.1 \| 6 km \| \| K \| 3°06′N 7°54′O / 3.1, -7.9 \| 5 km \| \| L \| 1°48′N 7°24′O / 1.8, -7.4 \| 4 km \| \| M \| 7°00′N 11°36′O / 7.0, -11.6 \| 5 km \| \| S \| 7°06′N 9°12′O / 7.1, -9.2 \| 3 km \| \| T \| 7°00′N 8°00′O / 7.0, -8.0 \| 4 km \| \| U \| 4°06′N 6°36′O / 4.1, -6.6 \| 4 km \| \| W \| 4°48′N 7°42′O / 4.8, -7.7 \| 10 km \| |          |
| Schröter | Coordenadas | Diámetro |
| A        | 4°48′N 7°48′O / 4.8, -7.8 | 4 km     |
| C        | 8°18′N 9°48′O / 8.3, -9.8 | 8 km     |
| D        | 4°30′N 9°30′O / 4.5, -9.5 | 5 km     |
| E        | 2°24′N 6°48′O / 2.4, -6.8 | 3 km     |
| F        | 7°24′N 5°54′O / 7.4, -5.9 | 34 km    |
| G        | 3°12′N 9°24′O / 3.2, -9.4 | 5 km     |
| H        | 3°12′N 8°36′O / 3.2, -8.6 | 4 km     |
| J        | 8°30′N 6°06′O / 8.5, -6.1 | 6 km     |
| K        | 3°06′N 7°54′O / 3.1, -7.9 | 5 km     |
| L        | 1°48′N 7°24′O / 1.8, -7.4 | 4 km     |
| M        | 7°00′N 11°36′O / 7.0, -11.6 | 5 km     |
| S        | 7°06′N 9°12′O / 7.1, -9.2 | 3 km     |
| T        | 7°00′N 8°00′O / 7.0, -8.0 | 4 km     |
| U        | 4°06′N 6°36′O / 4.1, -6.6 | 4 km     |
| W        | 4°48′N 7°42′O / 4.8, -7.7 | 10 km    |